# Okuro Oikawa
Pour les articles homonymes, voir Oikawa.
Okurō Oikawa (及川奥郎, Oikawa Okurō) (1896 - 1970) était un astronome japonais.

## Découvertes
D'après le Centre des planètes mineures, il a découvert huit astéroïdes, dont un avec Kazuo Kubokawa.
| (1088) Mitaka | 17 novembre 1927  |                  |
| (1089) Tama   | 17 novembre 1927  |                  |
| (1090) Sumida | 20 février 1928   |                  |
| (1098) Hakone | 5 septembre 1928  |                  |
| (1139) Atami  | 1er décembre 1929 | avec K. Kubokawa |
| (1185) Nikko  | 17 novembre 1927  |                  |
| (1266) Tone   | 23 janvier 1927   |                  |
| (1584) Fuji   | 7 février 1927    |                  |

## Honneurs
L'astéroïde (2667) Oikawa porte son nom.